# Michael Labiner
Michael Labiner (* 23. September 1960 in München) ist ein deutscher Journalist, Autor, Unternehmer und Heilpraktiker für Psychotherapie. Bekannt wurde er primär als Herausgeber und Chefredakteur der Computerspiele-Zeitschriften Amiga Joker und PC Joker.

## Werdegang
Michael Labiner wurde 1960 in München geboren und hat 1977 das dortige Nymphenburger Gymnasium mit dem Abitur abgeschlossen. Bereits während seiner Schulzeit war er als Redakteur für die dortige Schülerzeitung tätig. Nach seinem Schulabschluss machte er eine Berufsausbildung als Journalist und war danach unter anderem für die Bild, den Münchner Merkur sowie die Süddeutsche Zeitung tätig. Nach seiner späteren Tätigkeit als Chefredakteur beim Amiga-Magazin Amiga Special des Media Verlags gründete er im Jahr 1989 zusammen mit Unterstützung seiner damaligen Ehefrau Brigitta Labiner den Joker Verlag als Einzelunternehmen, welcher das erste reine Amiga-Spielemagazin Amiga Joker in Deutschland veröffentlichte. Der Verlag war zunächst in Haar bei München, danach in Grasbrunn und zuletzt als Joker Verlag Labiner GmbH & Co. KG in Baldham ansässig.

## Amiga Joker
Die Erstausgabe des Magazins erschien im November 1989 mit der Ausgabe 11-1989 und erwies sich zunächst als Flop. Von der Erstausgabe wurden insgesamt 50.000 Exemplare gedruckt, jedoch nur knapp 15.000 Exemplare verkauft. Die Erstausgabe gilt inzwischen als begehrtes Sammlerstück. Später wurde der Amiga Joker als „das meistgekaufte Entertainment-Magazin für den Amiga“ vermarktet. Mit der Insolvenz von Commodore International im April 1994 sowie Escom und dessen Tochterunternehmen Amiga Technologies im Juli 1996 wurde das Magazin einige Monate später mit der Doppelausgabe 10/11-1996 Mangels neuer Software für den Amiga Ende 1996 ebenfalls eingestellt.

## PC Joker
Parallel zum Amiga Joker wurde Mitte 1991 der PC Joker mit der Ausgabe 06-1991 eingeführt und gilt mit einer Druckauflage von monatlich bis zu 250.000 Exemplaren als die erfolgreichste von Michael Labiner herausgegebene Publikation. Das Heft wurde in der Anfangsphase zunächst zweimonatlich und wenige Monate später nach erfolgreicher Markteinführung monatlich veröffentlicht. Die letzte Ausgabe des PC Joker war die Ausgabe 1-2001. Die bereits vorbereitete Ausgabe 2-2001 erschien aufgrund der Insolvenz des Joker Verlags wegen der wachsenden Konkurrenz durch größere Verlage nicht mehr. Nach der Insolvenz zog sich Michael Labiner aus dem Verlagswesen zurück.

## Weitere Publikationen
Weitere Publikationen von Michael Labiner unter dem Joker Verlag waren beispielsweise der Multimedia Joker, Megablast (Spielemagazin für Konsolen), Insider (Branchenmagazin für Unternehmer), Online Kompakt (Magazin rund um Internet und Onlinedienste) sowie die fünf themenspezifischen und systemübergreifenden Sonderhefte Simulationen, Poster & Lösungen, Rollenspiele, Adventures und Strategie. Zudem wurden 1994 zwei Taschenbücher mit dem Titel Amiga Joker Hits und PC Joker Hits veröffentlicht, welche die besten 50 Spiele der jeweiligen Plattform in Buchform präsentierten, wobei primär Material aus dem Joker Verlag verwendet und aufbereitet wurde. Herausgeber der Bücher, welche beim SYBEX-Verlag verlegt und zum Preis von 39,90 DM verkauft wurden, ist Carsten Borgmeier.

## Aktuell
Inzwischen lebt Michael Labiner in Lemwerder in der Nähe von Bremen und ist dort als selbstständiger und freier Buchautor, Bühnenautor, Mediator, Heilpraktiker für Psychotherapie und Taxiunternehmer tätig.